# نیکو فرهوون
نیکو فرهوون (هلندی: Nico Verhoeven؛ زادهٔ ۲ اکتبر ۱۹۶۱) دوچرخه‌سوار اهل هلند است.
از باشگاه‌هایی که در آن رکاب زده‌است می‌توان به تیم دوچرخه‌سواری پی‌دی‌ام اشاره کرد.